# Іван Барбот
Іван Барбот (5 січня 1937) — французький державний діяч. Президент Інтерполу (1988-1992).

## Життєпис
Народився 5 січня 1937 року в місті Пловек. Закінчив Ліцей в Сен-Бріє та Університет Пайн.
З 1962 року — Директор штабу головнокомандувача Верхня Савоя.
З 1967 року — Директор штабу Паризької префектури.
З 1969 року — Заступник головнокомандувача, Етамп.
З 1974 року — Заступник головного командувача без портфеля, офіційний представник у кабінеті міністрів.
У 1974—1977 рр. — Радник з питань технології Кабінету Міністрів Франції.
У 1977—1982 рр. — Генеральний секретар Сена-Сент-Дені.
У 1982—1987 рр. — комісар та суперінтендант департаментів Шаранта (1982—1985) та Вар (1985—1987).
У 1987—1989 рр. — Директор — G £ n. Національна поліція.
У 1988—1992 рр. — Президент Інтерполу.